# ماري لويزه فلايسر
ماري لويزه فلايسر Marieluise Fleißer (ولدت في 23 نوفمبر 1901 في إنجولشتات - وماتت في 2 فبراير 1974 فيها) هي كاتبة ألمانية.

## حياتها
بدأت في عام 1919 دراسة العلوم المسرحية لدى أرتور كوتشر في ميونخ وكذلك دراسة الجرمانستيك. ثم عملت كاتبة حرة في برلين.
صدر في عام 1935 حظر على كتاباتها فعادت إلى إنجولشتات. ثم عادت إلى الكتابة مرة أخرى في عام 1945. واشتهرت بأعمالها المسرحية وقصصها النثري ذي القيمة العالية. وتتخلل قصصها ملامح من سيرتها الذاتية, وتتسم مسرحياتها بالحدة وبارتباطها بالوطن. خطبت في عام 1928 من السباح يوزف هاندل.
وفي عام 1929 قام برتولت بريشت بإخراج مسرحيتها «مبتدئون في إنجولشتات» Pioniere in Ingolstadt. وتحولت المسرحية إلى فضيحة، فقد تناول بريشت المسرحية بأسلوب راديكالي، فقد أورد على المسرح مشهد إزالة العذرية. وأصبحت ماريلويزه فلايسر شخصا غير مرغوب فيه في مسقط رأسها.
أما الخطوبة بينها وبين هاندل فقد فسخت بعد الفضيحة المسرحية. ثم ربطتها علاقة بالمؤلف هيلموت درافس تيكسن، مما تسبب في إحداث القطيعة بينها وبين بريشت. وتحولت فلايسر بضغوط من تيكسن إلى الانتقال إلى دار نشر كيبنهوير. وتلا ذلك رحلات إلى السويد 1929 وأندورا 1930.
وبعد أن فسخت فلايسر عقد المشروط لمدة عام بينها وبين كيبنهوير، تعرضت في عام 1932 لمشاكل مالية، وقامت بمحاولة انتحار ثم تركت برلين وعادت إلى إنجولشتات، وتزوجت هاندل بعد ذلك بثلاث سنوات. وخلال العهد النازي كان هناك حظر عاى كتاباتها في عام 1935. تعرضت في العام 1938 لانهيار عصبي بسبب حرمانها من الكتابة من قبل النازيين وبسبب زواجها بهاندل.
وبعد وفاة زوجها في 1958 أغلقت فلايسر محل التبغ، وتفرغت للنشاط والكتابة الأدبية. وقد أعيد اكتشاف كتاباتها مرة أخرى في نهاية الستينات من قبل راينر فيرنر فاسبيندر Fassbinder. وقد أنشأت جائزة تكريما لاسمها في عام 1981 وهي جائزة ماري لويزه فلايسر.

## إنتاجها الأدبي
تلعب مدينة إنجولشتات مسقط رأسها دورا محوريا في أعمال فلايسر. ففي إنجولشتات قضت فلايسر أكثر من ستين سنة من عمرها البالغ 72 سنة، وفيها تدور أحداث مسرحياتها المشهورة وروايتها والعديد من قصصها. وتمثل المنطقة بناسها وعالم الطبقة المتوسطة والحرفيين والجنود والطلاب والخادمات موضوعا وتربة خصبة للكثير من أعمالها. وكذلك فإن لغتها القوية تعود إلى جذوره البافارية.

## من أعمالها
- النار المطهرة في إنجولشتات 1926
- مبتدئون في إنجولشتات (مسرحية 1928)
- رطل من البرتقال وقصص أخرى 1929
- سمكة الأعماق (مسرحية 1930)
- الجذر القوي 1946
- الطليعة 1963
- مغامرة من الحديقة الإنجليزية 1969
- مغامرة في أندورا
- ذوو الثلاثة عشرة سنة
- الحصان والعذراء
- أنا لا أشعر بالمادة المتفجرة

## روابط خارجية
- ماري لويزه فلايسر على موقع IMDb (الإنجليزية)
- ماري لويزه فلايسر على موقع مونزينجر (الألمانية)
- ماري لويزه فلايسر على موقع أول موفي (الإنجليزية)
- ماري لويزه فلايسر على موقع قاعدة بيانات الأفلام السويدية (السويدية)
- ماري لويزه فلايسر على موقع قاعدة بيانات الفيلم (الإنجليزية)
- ماري لويزه فلايسر على موقع كينوبويسك (الروسية)